# 가미오치아이 신호장
가미오치아이 신호장(일본어: 上落合信号場)은 일본 홋카이도 소라치 군 미나미후라노정에 있는 홋카이도 여객철도 세키쇼 선의 신호장이다. 양 노선의 시설 상의 분기점이 있어, 여기부터 신토쿠역으로는 'S'자의 선로가 부설되어, 급경사를 내려가게 되어 있다.

## 구조
신카리카치 터널 내의 오치아이 쪽의 입구부터 약 170m의 지점에 있는 2선을 가진 단선 분기형의 신호장이다. 오치아이 쪽으로 네무로 본선과 세키쇼 선이 합류한다.

## 역사
- 1966년 9월 30일 : 신설.
- 1981년 10월 1일 : 세키쇼 선 개업.
- 1987년 4월 1일 : 민영화에 의해, 홋카이도 여객철도로 이관.

## 인접 정차역
| 홋카이도 여객철도 네무로 본선     | 홋카이도 여객철도 네무로 본선 | 홋카이도 여객철도 네무로 본선 |
| --------------------------------- | ----------------------------- | ----------------------------- |
| T37 오치아이 다키카와 방면        | 네무로 본선                   | 신카리카치 신호장 구시로 방면 |
| 홋카이도 여객철도 세키쇼 선       |                               |                               |
| 구시나이 신호장 미나미치토세 방면 | 세키쇼 선                     | 신카리카치 신호장 신토쿠 방면 |